# Яно-Индигирска низина
Я̀но-Индигѝрската низина (на руски: Яно-Индигирская низменность) е обширна низина в Североизточен Сибир, в северната част на Република Якутия на Русия.
Простира се на 600 километра покрай южните брегове на море Лаптеви и Източносибирско море от залива Буор-Хая на запад до река Индигирка на изток. Ширина до 300 км. На юг е ограничена от хребета Кулар и Полоусното възвишение. Надморската ѝ височина е до 300 метра на юг. Изградена е от морски и алувиални наслаги и изкопаем лед. Изпъстрена е с многочислени блата и термокарстови езера. През нея протичат частично (долните течения) или изцяло реките Омолой, Яна, Чондон, Хрома и левите притоци на Индигирка – Бьорьольох и Аллаиха. Северните ѝ части са заети от мъхово-лишейна и храстова тундра, а на юг се срещат редки лиственични гори.

## Национален атлас на Русия
- Яно-Индигирская и Колымская низменности[2]